# Googlebot
Googlebot是Google使用的網路爬蟲软件，它負責为Google搜索引擎构建用戶可搜索的网络索引。Googlebot包括两种不同类型的网络爬虫，分別為Googlebot Smartphone 和 Googlebot Desktop。 
一个网站可能会被Googlebot Smartphone和Googlebot Desktop同時抓取。然而Google宣布从2020年9月开始它會優先顯示移動網站，这意味着Google實際上更多地使用Googlebot Smartphone抓取網站。